# タイ航空工業
タイ航空工業（タイ語: บริษัทอุตสาหกรรมการบินไทย、英語: Thai Aviation Industry、略称TAI）は、タイ王国の航空機整備、補修会社。2003年9月23日政府の承認を受け創設された。

## 概要
タイ航空工業は、政府が立ち上げたタイをアジア太平洋地域の航空ハブとする政策を受け、増加する航空機整備需要を先取りし、2003年9月23日にタイ初の航空機整備会社として創設された。会社は運輸省と空軍の共同事業であり、登録されている資本金は1億バーツ。内、工業省管轄独立機関中小企業振興事務局が51%、空軍が49%の株主となっている。
2004年1月29日から、バンコク・ドンムアン区の本社が開所。さらに2004年4月29日にナコーンサワン県タークリー空軍基地の航空機補修業務を開始。運輸省民間航空局の基準に基づいて業務が行われることになった。その1年後、ナコーンパトム県ガムペーンセーン空軍基地航空教育学校とドンムアン空港第604民間パイロット教育飛行隊の2ヶ所で軽航空機・訓練機整備補修センターを設立した。さらに2005年には検査・測定センターを増設し、整備機能を拡張した。
2006年に増加する需要を受けて、ドンムアン本社にピストンエンジン補修センター、プロペラ補修センター、航空電子機器センターを設置し、さらに、同年末には、ロッブリー県コークグラティアム空軍基地にヘリコプター補修センターを設置した。現在、タイ王国空軍から出向している400名以上の経験豊富な整備士と航空技師が業務を行っている。

## 所在地
- 本社
  - バンコク ドンムアン区 シーガン地区 パホンヨーティン通り171、タイ王国空軍, 第4465棟 （タイ語: กองทัพอากาศ อาคารหมายเลข 4465, 171 ถนนพหลโยธิน แขวงสีกัน เขตดอนเมือง กรุงเทพ ฯ 10210）

- デポレベル整備センター（タイ語: ศูนย์ซ่อมอากาศยาน）
  - ナコーンサワン県タークリー空軍基地 第4航空団 第1航空整備隊, 第4154棟（タイ語: อาคารหมายเลข 4465, กองซ่อมอากาศยาน 1 กองบิน 4 อ.ตาคลี จ.นครสวรรค์）

- 軽航空機・訓練機整備補修センター（タイ語: ศูนย์ซ่อมเฮลิคอปเตอร์）
  - ナコーンパトム県カムペーンセーン郡タムボン・クラティープ 航空教育学校, 第2026棟（タイ語: ตำบลกระตีบ อำเภอกำแพงแสน จ.นครปฐม）
  - バンコク ドンムアン区 シーガン地区 パホンヨーティン通り171、第6航空団第604民間パイロット教育飛行隊, 第1037棟 （タイ語: กองทัพอากาศ อาคารหมายเลข 1037, 171 ถนนพหลโยธิน แขวงสีกัน เขตดอนเมือง กรุงเทพ ฯ 10210）

- ピストンエンジン補修センター（タイ語: ศูนย์ซ่อมเครื่องยนต์）
  - バンコク ドンムアン区 シーガン地区 パホンヨーティン通り171、タイ王国空軍航空技師局エンジン整備部（タイ語: กองซ่อมเครื่องยนต์ กรมช่างอากาศ, 171 ถนนพหลโยธิน แขวงสีกัน เขตดอนเมือง กรุงเทพ ฯ 10210）
  - ナコーンラーチャシーマー県ムアンナコーンラーチャシーマー郡第1航空団（タイ語: กองซ่อมเครื่องยนต์ กรมช่างอากาศ, อำเภอเมือง จังหวัดนครราชสีมา 30000）

- ヘリコプター補修センター（タイ語: ศูนย์ซ่อมเฮลิคอปเตอร์）
  - ロッブリー県ムアンロッブリー郡タムボン・コーククラティアム、第2航空団第203ヘリコプター飛行隊 第2航空整備隊, 第202棟（タイ語: ศูนย์ซ่อมเฮลิคอปเตอร์ ณ กองซ่อมอากาศยาน2 กองบิน 2 ต.โคกกะเทียม อำเภอเมืองลพบุรี จ.ลพบุรี）

- 検査・測定センター (CMD) 
  - バンコク ドンムアン区 シーガン地区 パホンヨーティン通り171、タイ王国空軍第5087棟 （タイ語: กองทัพอากาศ อาคารหมายเลข 5087, 171 ถนนพหลโยธิน แขวงสีกัน เขตดอนเมือง กรุงเทพ ฯ 10210）

- 航空電子機器センター
  - バンコク ドンムアン区 シーガン地区 パホンヨーティン通り171、タイ王国空軍第5090棟 （タイ語: กองทัพอากาศ อาคารหมายเลข 5090, 171 ถนนพหลโยธิน แขวงสีกัน เขตดอนเมือง กรุงเทพ ฯ 10210）

- プロペラ補修センター
  - バンコク ドンムアン区 シーガン地区 パホンヨーティン通り171、タイ王国空軍第4455棟 （タイ語: กองทัพอากาศ อาคารหมายเลข 4455, 171 ถนนพหลโยธิน แขวงสีกัน เขตดอนเมือง กรุงเทพ ฯ 10210）